# Prosaptia novae-hiberniae
Prosaptia novae-hiberniae är en stensöteväxtart som beskrevs av Barbara S. Parris. Prosaptia novae-hiberniae ingår i släktet Prosaptia och familjen Polypodiaceae. Inga underarter finns listade.